# ニュー・ケベック・クレーター

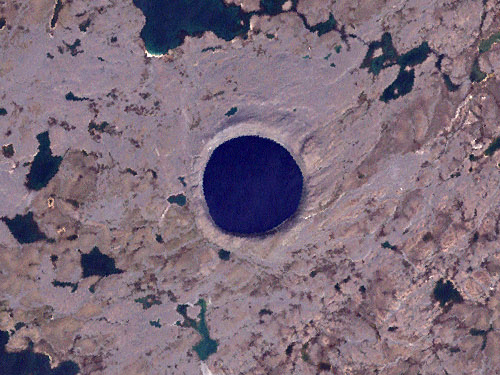
ニュー・ケベック・クレーターのLandsat 7による画像

ニュー・ケベック・クレーター（仏: Cratère du Nouveau-Québec、英: New Quebec Crater）は、カナダ・ケベック州のアンガヴァ半島にある衝突クレーターである。かつてはチャッブ・クレーター（Chubb Crater）と呼ばれていた。現在の公式名称は、ピングアルイト（Pingualuit）とされている。ピングアルイトとは、地元のイヌイットの言葉で寒い気候によって引き起こされた肌の傷のことである。直径3.44km。約140万年前（更新世）に隕石の衝突によって形成されたと推定され、地球上のクレーターの中では比較的新しい。
クレーター縁は周囲のツンドラより160m高く、深さが400mある。へこみは水深267mの湖になっておりピングアルク湖（Pingualuk Lake）と呼ばれている。ピングアルク湖は北米で比較的深い湖のひとつであり、世界有数の塩分濃度が低い淡水湖でもある（五大湖の塩分濃度は500ppm程度なのに対してこの湖は3ppmを下回る）。この湖には流入口や流出口がなく、水は雨と雪でのみ増加し、蒸発によってのみ減少する。世界トップクラスの透明度を誇る。

## 発見
この清らかな水を湛えた湖は長いあいだ地元のイヌイットにだけ知られていた。彼らはこの地を崇拝し、その透明な水から「ヌナヴィクの水晶の眼」と呼んでいた。第二次世界大戦当時には偵察飛行をしていたパイロットが、このほぼ真円の湖をランドマークとして使っていたという記録が残っている。
1943年6月20日、アメリカ陸軍航空軍の飛行機はケベック州のアンガヴァ地域への気象フライト中に、周囲の地平からそびえ立つ丘（クレーター縁）を写した一枚の写真を撮った。1948年、王立カナダ空軍はカナダを写真マッピングする計画の一部としてこの地をカバーしたが、その写真は1950年まで公開されなかった。
1950年、公開された写真を見たオンタリオのダイアモンド探鉱者フレデリック・W・チャッブ（Frederick W. Chubb）はこの地形に興味を抱き、ロイヤルオンタリオ博物館の地質学者ヴィクター・ベン・ミーン（Victor Ben Meen）に意見を求めた。チャッブはこの地形を休止した火山の火口であると考え、この地域には南アフリカにあるキンバーライトのチューブと同じくダイアモンド鉱脈があるのではないかと期待した。一方ミーンは、カナダの地質についての知識を持っており、この地形は隕石の衝突によるものと考えた。ミーンとチャッブは1950年に上空からの調査を行った。ミーンはこのとき、この円形地形に「チャッブ・クレーター」という名を、円形地形の約3.2km北にある不規則な形の沼沢に「ミュージアム湖（Museum Lake）」（現在はラフラメ湖と呼ばれる）という名を提案した。
ミーンはナショナルジオグラフィック協会とロイヤルオンタリオ博物館の共同調査隊を組織し、1951年6月にPBYカタリナ飛行艇に乗ってこの地を再訪した。この飛行艇はミュージアム湖の近くに着地することができた。アメリカ陸軍によって貸し出された鉱物探知機を使って隕石からのニッケル-鉄の断片を見つけようとする試みは、この地域の花崗岩が高レベルの磁鉄鉱を含んでいたために、不成功に終わった。ところが、地磁気計調査はクレーター北縁の下に磁気異常を見つけ、ここに隕石が埋まっている可能性を示すと考えられた （現在では隕石は衝突時に融解・蒸発したと考えられている）。
1954年、ミーンは調査隊を率いて再度この地を訪れている。同年、クレーターの名前はケベック州政府の地理委員会の要求で "Cratère de Noveau-Quebec" に変更された。1999年、名前は "Pingualuit" へと再変更された。現在クレーターとその周囲の地域は、国立公園（Pingualuit National Park）に指定されている。

## 衝突起源の証拠
1962年、クレーターの南東縁からコブシ大の細粒の多孔質な融解岩石が一個、転石として発見された。当初は火山岩であるとされ、クレーターの火山起源を裏付けるものとされた。しかし後にカナダ地質調査所のブライス・ロバートソン（P. Blyth Robertson）博士はこの試料を再研究し、石英に面状変形組織（PDF）が認められることを発見した。この微細組織は強い圧力を受けないと形成されず、それだけの衝撃を与えられるのは隕石衝突だけである。これにより、この岩石は火山岩ではなく衝突融解岩であり、このクレーターが隕石の衝突によって作られたと結論付けた。それから20年間にわたって、ニュー・ケベック・クレーターが隕石衝突起源である証拠は1960年代に発見されたたった一つの岩石しかなかった。
その後、クレーターの北のラフラメ湖南岸にいたるまでの領域から衝撃変形鉱物を含む衝突融解岩の礫がいくつも見つかり、クレーターの衝突起源説を補強した。クレーターから離れて衝突融解岩が見つかったのは、氷河および融解水が移動させたためと考えられている。その成分の分析から、衝突した隕石はコンドライト質と推定されている。また、40Ar-39Ar年代決定によって、衝突年代は140±10万年前と見積もられた。
クレーターの大きさから計算した衝突エネルギーの量から、直径100 - 300mの隕石が15 - 25km/sの速さで衝突してこのクレーターを作ったと推定されている。

## 湖底堆積物
表層部以外の氷河浸食をまぬがれたニュー・ケベック・クレーター湖の湖底には厚さ130mの堆積物が保存されており、過去130万年の気候変動の情報が得られると期待されている。過去の間氷期までさかのぼる極地方の気候変動を示す陸上の証拠は、シベリアのエリギギトギン湖（Lake El'gygytgyn）を除いてほかになく貴重である。1980年代には5000年分に相当する約17cmの堆積物コアが採取されたが、さらなる研究が待たれていた。
2007年5月、ラヴァル大学のReinhard Pienitz教授率いる調査団は、ニュー・ケベック・クレーター湖の深さ270mの湖底から8.5mにおよぶ堆積物コアを採集した。彼らは氷で覆われた湖の中央から孔を穿ち、花粉、珪藻、昆虫の翅の化石を含む堆積物コアを引き抜いた。同時に湖の透明度の測定と魚類の採集も行われた。予備的研究によると、堆積物コアには、少なくとも2つの珪藻類と黄金色藻類の化石を含む葉理の発達した暗灰色のシルト質部分と、灰白色の砂質部分が見い出された。暗い色の部分は間氷期、明るい色の部分は氷期の堆積物だと考えられている。